# Estación de Montmoreau
La estación de Montmoreau es una estación ferroviaria francesa de la línea París - Burdeos, situada en la comuna de Montmoreau-Saint-Cybard, en el departamento de Charente, en la región de Poitou-Charentes. Por ella circulan principalmente trenes regionales que unen  Angulema con Burdeos.

## Historia
Fue inaugurada por la Compagnie du chemin de fer de Paris à Orléans el 10 de octubre de 1852. En 1938 las seis grandes compañías privadas que operaban la red se fusionaron en la empresa estatal SNCF. Desde 1997 la gestión de las vías corresponde a la RFF mientras que la SNCF gestiona la estación.

## Descripción
Esta estación se compone de dos andenes laterales y de dos vías.  

## Servicios ferroviarios

### Regionales
Los trenes regionales TER enlazan Angulema con Burdeos. 